# Bodonci
Bodonci este o localitate din comuna Puconci, Slovenia, cu o populație de 436 de locuitori.